# Perzyce
Perzyce – wieś w Polsce położona w województwie wielkopolskim, w powiecie krotoszyńskim, w gminie Zduny.
| SIMC    | Nazwa  | Rodzaj    |
| ------- | ------ | --------- |
| 0211062 | Piekło | część wsi |

We wczesnym okresie Królestwa Polskiego wieś nosiła nazwę Pierzyce. Nazwisko Pierzycki wywodzi się z tej miejscowości.
W okresie Wielkiego Księstwa Poznańskiego (1815-1848) miejscowość wzmiankowana jako Pyrzyce należała do wsi większych w ówczesnym pruskim powiecie Krotoszyn w rejencji poznańskiej. Pyrzyce należały do okręgu kobylińskiego tego powiatu i stanowiły odrębny majątek, którego właścicielem był wówczas Aleksander Mielżyński. Według spisu urzędowego z 1837 roku wieś liczyła 195 mieszkańców, którzy zamieszkiwali 31 dymów (domostw). W skład majątku Pyrzyce wchodziły także wsie: Kochale (216 osób w 26 domach), Ujazd (62 osoby w 10 domach) oraz Borownica (85 osób w 9 domach).
W latach 1975–1998 miejscowość administracyjnie należała do województwa kaliskiego.